# بيرسي كولينز
بيرسي كولينز (بالإنجليزية: Percy Collins)‏ هو عسكري أسترالي، ولد في 22 يناير 1905، وتوفي في 1990.